# تفسیر قرآن پاک
تفسیر قرآن پاک از کهن‌ترین تفسیرهای قرآن به زبان فارسی است. امروز بخش کوچکی از آن بازمانده است و نویسندهٔ اثر هم ناشناس است. تاریخ نوشته‌شدنش قرن چهارم یا اوایل قرن پنجم قمری است و احتمالاً قدمت آن از ترجمهٔ تفسیر طبری اندکی کمتر است. این اثر ترجمهٔ اثری عربی نیست بلکه مستقیم به فارسی نوشته شده است و واژه‌های عربی در تفسیر قرآن پاک به نسبت کم به کار رفته است. نسبتِ شمارِ واژه‌های عربی به فارسی، از شاهنامه بیشتر، با تاریخ بلعمی برابر و از کشف‌المحجوب هجویری کم‌تر است. شماری از واژه‌های عربی که در فارسی متداول امروز به صورت وام‌واژه به کار می‌روند در این اثر به فارسی ترجمه شده‌اند. چنان‌که زکات را دهش، نهی را باززد کردن ترجمه کرده است. گاه واژهٔ عربی را هنگام ترجمه آورده است و سپس گویا از بیم آنکه خواننده مقصود وی را در نیابد فارسی واژه را هم آورده است و سپس توضیح داده است؛ مثلاً در ترجمه‌ای از یکی از بندهای قرآن گفته است:
«گفت ایشان را هرآینه از همه مردمان دیگر بر زندگانی حریص‌تر یابی ای[=یعنی] که گواژگن‌تر یابی. پارسی حرص، گواژه کردن باشد و معنی حرص، سیرناشدنی باشد از یافتن چیزی اگر چه بسیار یابد.»